# Saint-Jacques-d'Aliermont
Saint-Jacques-d'Aliermont è un comune francese di 365 abitanti situato nel dipartimento della Senna Marittima nella regione della Normandia.

## Società

### Evoluzione demografica
Abitanti censiti